# (1182) Ilona
(1182) Ilona ist ein Asteroid des Hauptgürtels, der am 3. März 1927 von dem deutschen Astronomen Karl Wilhelm Reinmuth an der Landessternwarte Heidelberg-Königstuhl der Universität Heidelberg entdeckt wurde.
Die Benennung erfolgte auf Vorschlag von Gustav Stracke.